# Atletismo nos Jogos Olímpicos de Verão de 2024 - 200 m masculino

Vídeo Oficial

A competição dos 200 metros masculino do atletismo nos Jogos Olímpicos de Verão de 2024 ocorreu entre 5 e 8 de agosto de 2024 no Stade de France, em Paris.

## Resumo
Os seis primeiros colocados nas Olimpíadas anteriores competiram novamente nessa prova. O grande favorito da competição era Noah Lyles, medalhista de bronze em Tóquio e que havia vencido os três últimos Campeonatos Mundiais. O atual campeão olímpico, Andre De Grasse, que havia sido medalhista de prata no Rio de Janeiro e no Campeonato Mundial de 2019. O medalhista de prata das últimas Olimpíadas, Kenny Bednarek, que também terminou em segundo no Campeonato Mundial de 2022, perdendo para Lyles. O quarto lugar de Tóquio foi o jovem Erriyon Knighton, agora com 20 anos, que havia terminado em terceiro e em segundo nos mundiais de 2022 e 2023, respectivamente. Outro nome forte era o campeão africano de 2022 e terceiro colocando no Mundial de 2023, Letsile Tebogo. Vale destacar também a presença de Wayde van Niekerk, campeão olímpico de 2016 e recordista mundial dos 400 metros.
Na primeira semifinal, Andre De Grasse não conseguiu a classicação para a final ao terminar em terceiro lugar. Com um tempo de 20s00, Kenny Bednarek terminou na primeira posição dessa semifinal, seguido de Alexander Ogando. Já na segunda semifinal, Letsile Tebogo correu para 19s96, terminando no primeiro lugar, à frente de Noah Lyles. Erriyon Knighton venceu a terceira semifinal com um tempo de 20s09, seguido por Joseph Fahnbulleh. Wayde van Niekerk acabou ficando na última posição nessa semifinal. Os classificados pelo tempo foram ambos atletas do Zimbábue: Tapiwanashe Makarawu (20s16) e Makanakaishe Charamba (20s31).
Na final, Tebogo conseguiu a melhor largada, passando os primeiros 10 m em 1s91. Bednarek saiu rapidamente na curva para assumir a liderança por um breve período, com Tebogo logo atrás. Bednarek e Tebogo entraram na reta lado a lado, com Lyles na terceira posição. A partir daí, Tebogo acelerou para uma vitória tranquila. Lyles conseguiu manter o terceiro lugar, logo à frente de Knighton. O segundo, terceiro e quarto lugares foram idênticos aos das Olimpíadas anteriores, mas com Tebogo ficando em primeiro lugar.
Tebogo se tornou o 5º atleta mais rápido da história, estabelecendo um novo recorde africano. Bednarek e Lyles também registraram marcas que figuravam entre os dez melhores tempos de 200 m na história olímpica.
Após a corrida, Lyles desmaiou na pista e foi retirado em uma cadeira de rodas. Mais tarde, foi confirmado que ele havia testado positivo para COVID-19 dois dias antes, o que afetou seu desempenho. Mais tarde, ele declarou que não correria nas corridas de revezamento 4x100m ou 4x400m.

## Histórico
Essa foi a 29º vez que os 200 metros masculino estiveram presentes no Jogos Olímpicos, ocorrendo desde 1900. O atual campeão olímpico era o atleta canadense Andre De Grasse.
| Tipo                | Atleta           | Tempo (s) | Local                  | Data                 |
| ------------------- | ---------------- | --------- | ---------------------- | -------------------- |
| Recorde mundial     | Usain Bolt (JAM) | 19,19     | Berlim, Alemanha       | 20 de agosto de 2009 |
| Recorde olímpico    | Usain Bolt (JAM) | 19,30     | Pequim, China          | 20 de agosto de 2008 |
| Melhor marca do ano | Noah Lyles (USA) | 19,53     | Eugene, Estados Unidos | 29 de junho de 2024  |

| Área                               | Atleta               | Tempo (s) |
| ---------------------------------- | -------------------- | --------- |
| África                             | Letsile Tebogo (BOT) | 19,50     |
| Ásia                               | Xie Zhenye (CHN)     | 19,88     |
| Europa                             | Pietro Mennea (ITA)  | 19,72     |
| América do Norte, Central e Caribe | Usain Bolt (JAM)     | 19,19     |
| Oceania                            | Peter Norman (AUS)   | 20,06     |
| América do Sul                     | Alonso Edward (PAN)  | 19,81     |

## Formato
Foi introduzida uma mudança significativa no formato da competição dos 400 m, com a adição de uma rodada de repescagem. Em vez do método de "perdedores mais rápidos" usado anteriormente (e ainda usado para classificar atletas tanto da repescagem para as semifinais quanto das semifinais para a final), nesse modelo todos os corredores que não se classificassem na primeira rodada por não ter chegado entre os dois primeiros colocados em sua bateria, receberiam uma nova chance de correr na rodada de repescagem. Isso aumentou o número de rodadas de três para quatro e garantiu que todos os corredores pudessem correr pelo menos duas vezes.
Na primeira rodada, os três primeiros em cada uma das seis baterias avançariam para as semifinais, com todos os corredores restantes relegados para a repescagem. A repescagem teria quatro baterias, com o melhor corredor em cada bateria mais os dois mais rápidos entre os restantes no geral avançando para as semifinais. Para as semifinais, os dois primeiros em cada uma das três baterias avançariam junto com os dois mais rápidos que não chegassem entre os dois primeiros.

## Qualificação
Para o evento masculino de 200 metros, o período de qualificação foi entre 1 de julho de 2023 e 30 de junho de 2024. Um total de 48 atletas se classificaram para esse evento pelo índice olímpico de 20s16 ou pelo Ranking Mundial de Atletismo, com um máximo de três atletas por país.

## Resultados

### Primeira rodada
A primeira rodada foi realizada em 5 de agosto, começando às 19:55 (UTC+2) da noite.

#### Bateria 1
| Pos.   | Raia   | Atleta            | CON                 | Tempo           | Notas           |
| ------ | ------ | ----------------- | ------------------- | --------------- | --------------- |
| 1      | 4      | Joseph Fahnbulleh | LBR Libéria         | 20,20           | Q               |
| 2      | 9      | Eseosa Desalu     | ITA Itália          | 20,26           | Q               |
| 3      | 3      | Wayde van Niekerk | RSA África do Sul   | 20,42           | Q               |
| 4      | 7      | Ryan Zeze         | FRA França          | 20,49           |                 |
| 5      | 8      | Felix Svensson    | SUI Suíça           | 20,54 (0,534)   |                 |
| 6      | 2      | Cheickna Traore   | CIV Costa do Marfim | 20,54 (0,536)   |                 |
| 7      | 5      | Calab Law         | AUS Austrália       | 20,75           |                 |
| 8      | 6      | Albert Komański   | POL Polônia         | 20,77           |                 |
| Fonte: | Fonte: | Fonte:            | Fonte:              | Vento: +0,1 m/s | Vento: +0,1 m/s |

#### Bateria 2
| Pos.   | Raia   | Atleta           | CON                      | Tempo           | Notas           |
| ------ | ------ | ---------------- | ------------------------ | --------------- | --------------- |
| 1      | 3      | Tarsis Orogot    | UGA Uganda               | 20,32           | Q               |
| 2      | 9      | Wanya McCoy      | BAH Bahamas              | 20,35           | Q               |
| 3      | 6      | Renan Correa     | BRA Brasil               | 20,41           | Q               |
| 4      | 7      | Andrew Hudson    | JAM Jamaica              | 20,53           |                 |
| 5      | 2      | Udodi Onwuzurike | NGR Nigéria              | 20,55           |                 |
| 6      | 8      | César Almirón    | PAR Paraguai             | 20,87           |                 |
| 7      | 4      | Tomáš Němejc     | CZE Chéquia              | 21,03           |                 |
| —      | 5      | José González    | DOM República Dominicana | DNS             |                 |
| Fonte: | Fonte: | Fonte:           | Fonte:                   | Vento: -0,1 m/s | Vento: -0,1 m/s |

#### Bateria 3
| Pos.   | Raia   | Atleta                | CON               | Tempo           | Notas                |
| ------ | ------ | --------------------- | ----------------- | --------------- | -------------------- |
| 1      | 3      | Letsile Tebogo        | BOT Botsuana      | 20,10           | Q                    |
| 2      | 4      | Makanakaishe Charamba | ZIM Zimbabwe      | 20,27           | Q                    |
| 3      | 8      | Filippo Tortu         | ITA Itália        | 20,29           | Q                    |
| 4      | 2      | Brendon Rodney        | CAN Canadá        | 20,30           | Recorde da temporada |
| 5      | 5      | Timothé Mumenthaler   | SUI Suíça         | 20,63           |                      |
| 6      | 7      | Koki Ueyama           | JPN Japão         | 20,84           |                      |
| 7      | 6      | Benjamin Richardson   | RSA África do Sul | 51,86           | lesão                |
| Fonte: | Fonte: | Fonte:                | Fonte:            | Vento: -0,1 m/s | Vento: -0,1 m/s      |

#### Bateria 4
| Pos.   | Raia   | Atleta           | CON                      | Tempo           | Notas           |
| ------ | ------ | ---------------- | ------------------------ | --------------- | --------------- |
| 1      | 3      | Kenneth Bednarek | USA Estados Unidos       | 19,96           | Q               |
| 2      | 5      | Alexander Ogando | DOM República Dominicana | 20,04           | Q               |
| 3      | 2      | Joshua Hartmann  | GER Alemanha             | 20,30           | Q               |
| 4      | 7      | Diego Pettorossi | ITA Itália               | 20,63           |                 |
| 5      | 4      | Shota Iizuka     | JPN Japão                | 20,67           |                 |
| 6      | 6      | Ondřej Macík     | CZE Chéquia              | 21,04           |                 |
| —      | 8      | Zharnel Hughes   | GBR Grã-Bretanha         | DNS             |                 |
| Fonte: | Fonte: | Fonte:           | Fonte:                   | Vento: +0,2 m/s | Vento: +0,2 m/s |

#### Bateria 5
| Pos.   | Raia   | Atleta               | CON                | Tempo           | Notas           |
| ------ | ------ | -------------------- | ------------------ | --------------- | --------------- |
| 1      | 4      | Erriyon Knighton     | USA Estados Unidos | 19,99           | Q               |
| 2      | 3      | Tapiwanashe Makarawu | ZIM Zimbabwe       | 20,07           | Q               |
| 3      | 7      | Shaun Maswanganyi    | RSA África do Sul  | 20,20           | Q               |
| 4      | 2      | Aaron Brown          | CAN Canadá         | 20,36           |                 |
| 5      | 9      | Ian Kerr             | BAH Bahamas        | 20,53           |                 |
| 6      | 6      | Pablo Mateo          | FRA França         | 20,58           |                 |
| 7      | 8      | Erik Erlandsson      | SWE Suécia         | 20,65           |                 |
| 8      | 5      | Eduard Kubelík       | CZE Chéquia        | 21,14           |                 |
| Fonte: | Fonte: | Fonte:               | Fonte:             | Vento: +0,2 m/s | Vento: +0,2 m/s |

#### Bateria 6
| Pos.   | Raia   | Atleta           | CON                | Tempo           | Notas           |
| ------ | ------ | ---------------- | ------------------ | --------------- | --------------- |
| 1      | 6      | Noah Lyles       | USA Estados Unidos | 20,19           | Q               |
| 2      | 7      | Andre De Grasse  | CAN Canadá         | 20,30           | Q               |
| 3      | 4      | Towa Uzawa       | JPN Japão          | 20,33           | Q               |
| 4      | 5      | Bryan Levell     | JAM Jamaica        | 20,47           |                 |
| 5      | 2      | Blessing Afrifah | ISR Israel         | 20,78           |                 |
| 6      | 8      | Chun-Han Yang    | TPE Taipé Chinês   | 20,83           |                 |
| 7      | 3      | William Reais    | SUI Suíça          | 20,92           |                 |
| Fonte: | Fonte: | Fonte:           | Fonte:             | Vento: +0,1 m/s | Vento: +0,1 m/s |

### Repescagem
A rodada de repescagem foi realizada em 6 de agosto, começando às 12h30 (UTC+2) da tarde.

#### Bateria 1
| Pos.   | Raia   | Atleta              | CON                 | Tempo           | Notas           |
| ------ | ------ | ------------------- | ------------------- | --------------- | --------------- |
| 1      | 6      | Udodi Onwuzurike    | NGR Nigéria         | 20,51           | Q               |
| 2      | 8      | Diego Pettorossi    | ITA Itália          | 20,53           |                 |
| 3      | 5      | Timothé Mumenthaler | SUI Suíça           | 20,67           |                 |
| 4      | 7      | Shota Iizuka        | JPN Japão           | 20,72           |                 |
| 5      | 4      | Ondřej Macík        | CZE Chéquia         | 21,14           |                 |
| —      | 3      | Cheickna Traore     | CIV Costa do Marfim | DNS             |                 |
| Fonte: | Fonte: | Fonte:              | Fonte:              | Vento: +1,0 m/s | Vento: +1,0 m/s |

#### Bateria 2
| Pos.   | Raia   | Atleta         | CON           | Tempo           | Notas           |
| ------ | ------ | -------------- | ------------- | --------------- | --------------- |
| 1      | 4      | Brendon Rodney | CAN Canadá    | 20,42           | Q               |
| 2      | 5      | Bryan Levell   | JAM Jamaica   | 20,47           | q               |
| 3      | 8      | Pablo Mateo    | FRA França    | 20,57           |                 |
| 4      | 6      | Koki Ueyama    | JPN Japão     | 20,92           |                 |
| —      | 3      | César Almirón  | PAR Paraguai  | DQ              | TR 17.3.3       |
| —      | 7      | Calab Law      | AUS Austrália | DNS             |                 |
| Fonte: | Fonte: | Fonte:         | Fonte:        | Vento: +0,6 m/s | Vento: +0,6 m/s |

#### Bateria 3
| Pos.   | Raia   | Atleta           | CON              | Tempo          | Notas          |
| ------ | ------ | ---------------- | ---------------- | -------------- | -------------- |
| 1      | 7      | Ryan Zeze        | FRA França       | 20,40          | Q              |
| 2      | 4      | Aaron Brown      | CAN Canadá       | 20,42          | q              |
| 3      | 6      | Chun-Han Yang    | TPE Taipé Chinês | 20,73          |                |
| 4      | 3      | Blessing Afrifah | ISR Israel       | 20,88          |                |
| 5      | 2      | Albert Komański  | POL Polônia      | 20,90          |                |
| 6      | 8      | Eduard Kubelík   | CZE Chéquia      | 21,20          |                |
| —      | 5      | William Reais    | SUI Suíça        | DNS            |                |
| Fonte: | Fonte: | Fonte:           | Fonte:           | Vento: 0,0 m/s | Vento: 0,0 m/s |

#### Bateria 4
| Pos.   | Raia   | Atleta              | CON               | Tempo           | Notas           |
| ------ | ------ | ------------------- | ----------------- | --------------- | --------------- |
| 1      | 6      | Erik Erlandsson     | SWE Suécia        | 20,49           | Q,              |
| 2      | 7      | Andrew Hudson       | JAM Jamaica       | 20,55           |                 |
| 3      | 8      | Ian Kerr            | BAH Bahamas       | 20,60           |                 |
| 4      | 5      | Felix Svensson      | SUI Suíça         | 20,65           |                 |
| 5      | 3      | Tomáš Němejc        | CZE Chéquia       | 20,84           |                 |
| —      | 4      | Benjamin Richardson | RSA África do Sul | DNS             |                 |
| Fonte: | Fonte: | Fonte:              | Fonte:            | Vento: +0,3 m/s | Vento: +0,3 m/s |

### Semifinais
As semifinais foram realizadas em 7 de agosto, começando às 20:02 (UTC+2) da noite.

#### Semifinal 1
| Pos.   | Raia   | Atleta                 | CON                      | Tempo           | Notas           |
| ------ | ------ | ---------------------- | ------------------------ | --------------- | --------------- |
| 1      | 7      | Kenneth Bednarek       | USA Estados Unidos       | 20,00           | Q               |
| 2      | 8      | Alexander Ogando       | DOM República Dominicana | 20,09           | Q               |
| 3      | 5      | Andre De Grasse        | CAN Canadá               | 20,41           |                 |
| 4      | 4      | Shaun Maswanganyi      | RSA África do Sul        | 20,42           |                 |
| 5      | 9      | Wanya McCoy            | BAH Bahamas              | 20,61           |                 |
| 6      | 6      | Tarsis Gracious Orogot | UGA Uganda               | 20,64           |                 |
| 7      | 3      | Ryan Zeze              | FRA França               | 20,81           |                 |
| 8      | 2      | Bryan Levell           | JAM Jamaica              | 20,93           |                 |
| Fonte: | Fonte: | Fonte:                 | Fonte:                   | Vento: -0,1 m/s | Vento: -0,1 m/s |

#### Semifinal 2
| Pos.   | Raia   | Atleta                | CON                | Tempo           | Notas           |
| ------ | ------ | --------------------- | ------------------ | --------------- | --------------- |
| 1      | 8      | Letsile Tebogo        | BOT Botsuana       | 19,96           | Q               |
| 2      | 6      | Noah Lyles            | USA Estados Unidos | 20,08           | Q               |
| 3      | 4      | Makanakaishe Charamba | ZIM Zimbabwe       | 20,31           | q               |
| 4      | 7      | Eseosa Fostine Desalu | ITA Itália         | 20,37           |                 |
| 5      | 5      | Joshua Hartmann       | GER Alemanha       | 20,47           |                 |
| 6      | 9      | Towa Uzawa            | JPN Japão          | 20,54           |                 |
| 7      | 3      | Aaron Brown           | CAN Canadá         | 20,57           |                 |
| 8      | 2      | Erik Erlandsson       | SWE Suécia         | 20,93           |                 |
| Fonte: | Fonte: | Fonte:                | Fonte:             | Vento: -0,2 m/s | Vento: -0,2 m/s |

#### Semifinal 3
| Pos.   | Raia   | Atleta                 | CON                | Tempo           | Notas           |
| ------ | ------ | ---------------------- | ------------------ | --------------- | --------------- |
| 1      | 8      | Erriyon Knighton       | USA Estados Unidos | 20,09           | Q               |
| 2      | 6      | Joseph Fahnbulleh      | LBR Libéria        | 20,12           | Q               |
| 3      | 7      | Tapiwanashe Makarawu   | ZIM Zimbabwe       | 20,16           | q               |
| 4      | 5      | Filippo Tortu          | ITA Itália         | 20,54           |                 |
| 5      | 3      | Brendon Rodney         | CAN Canadá         | 20,59           |                 |
| 6      | 9      | Renan Correa           | BRA Brasil         | 20,60           |                 |
| 7      | 2      | Udodi Chudi Onwuzurike | NGR Nigéria        | 20,72 (0,717)   |                 |
| 7      | 4      | Wayde van Niekerk      | RSA África do Sul  | 20,72 (0,717)   |                 |
| Fonte: | Fonte: | Fonte:                 | Fonte:             | Vento: -0,6 m/s | Vento: -0,6 m/s |

### Final
A final foi realizada em 8 de agosto, começando às 20:30 (UTC+2) da noite.
| Pos.              | Raia   | Atleta                | CON                      | Tempo           | Notas           |
| ----------------- | ------ | --------------------- | ------------------------ | --------------- | --------------- |
| Medalha de ouro   | 7      | Letsile Tebogo        | BOT Botsuana             | 19,46           | ,               |
| Medalha de prata  | 8      | Kenneth Bednarek      | USA Estados Unidos       | 19,62           |                 |
| Medalha de bronze | 5      | Noah Lyles            | USA Estados Unidos       | 19,70           | TR7.1[C]        |
| 4                 | 6      | Erriyon Knighton      | USA Estados Unidos       | 19,99           |                 |
| 5                 | 4      | Alexander Ogando      | DOM República Dominicana | 20,02           |                 |
| 6                 | 2      | Tapiwanashe Makarawu  | ZIM Zimbabwe             | 20,10           |                 |
| 7                 | 9      | Joseph Fahnbulleh     | LBR Libéria              | 20,15           |                 |
| 8                 | 3      | Makanakaishe Charamba | ZIM Zimbabwe             | 20,53           |                 |
| Fonte:            | Fonte: | Fonte:                | Fonte:                   | Vento: +0,4 m/s | Vento: +0,4 m/s |

Legenda
| Recorde mundial      | Recorde mundial (World record)               |                       | Recorde africano                      | Recorde africano (African) |                                           | Q | Classificado por posição (Qualified) |
| Recorde olímpico     | Recorde olímpico (Olympic record)            | Recorde da América    | Recorde da América (Americas)         | q                          | Classificado por melhor tempo (Qualified) |   |                                      |
| Melhor marca do ano  | Melhor marca do ano (World leading)          | Recorde asiático      | Recorde asiático (Asian)              | DNS                        | Não largou (Did not start)                |   |                                      |
| Recorde nacional     | Recorde nacional (National record)           | Recorde europeu       | Recorde europeu (European)            | DNF                        | Não terminou (Did not finish)             |   |                                      |
| Recorde pessoal      | Recorde pessoal do atleta (Personal best)    | Recorde da Oceania    | Recorde da Oceania (Oceania)          | DSQ / DQ                   | Desclassificado (Disqualified)            |   |                                      |
| Recorde da temporada | Recorde da temporada do atleta (Season best) | Recorde sul-americano | Recorde sul-americano (South America) | NM                         | Sem marca (No mark)                       |   |                                      |